# Możdiwńak
Możdiwnjak lub Moždivnjak (maced. Мождивњак) – wieś w północno-wschodniej Macedonii Północnej, w gminie Kriwa Pałanka.